# Willem Feenstra
Willem Feenstra is een Nederlandse onderzoeksjournalist. 
Voor de Volkskrant schreef hij over onderwerpen als sport en corruptie. Daartoe ging hij een tijdlang undercover als afgezant van voetbalclub Roda JC. Mede hierdoor ontving hij in 2014 de Tegel in de categorie Talent. 
In 2015 kreeg hij samen met Mark Misérus de journalistenpriis de Tegel voor hun interview met Sepp Blatter, dat verscheen in de Volkskrant.
In 2017 werd hij samen met Volkskrant-verslaggeefster Maud Effting genomineerd voor Journalist van het Jaar. Zij brachten dat jaar voor het eerst seksuele intimidatie en misbruik in het Nederlandse profvoetbal en bij Defensie aan het licht.

## Erkenning
- 2014 De Tegel in de categorie Talent
- 2015 De Tegel voor het Volkskrant interview met Sepp Blatter (samen met Mark Misérus)
- 2023 De Tegel voor het Volkskrantartikel   Werkcultuur bij NOS Sport. (samen met Abel Bormans en Maud Effting.)